# Kajaksocke

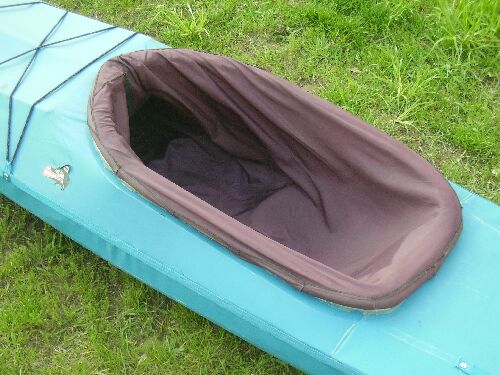
Kajaksocke an einem Faltboot

Die Kajaksocke (auch Kentersocke) ist ein Hilfsmittel für Kajak-Fahrer.
Die Kajaksocke ist eine Art Wanne aus Stoff oder Plastik, die am Boot befestigt wird und in der dann der Fahrer sitzt. Ziel ist es, dass im Falle des Kenterns nur der Sitzraum und nicht das komplette Kajak mit Wasser vollläuft.
Die Kajaksocke muss hierfür am Süllrand und am Fußbereich befestigt werden und sollte möglichst eng dem Fahrer angepasst sein, um wenig Platz für Wasser zu bieten.